# Aston Martin Virage
La Aston Martin Virage è un'automobile sportiva prodotta dalla casa automobilistica inglese Aston Martin dal 1989 al 2000.

## L'origine

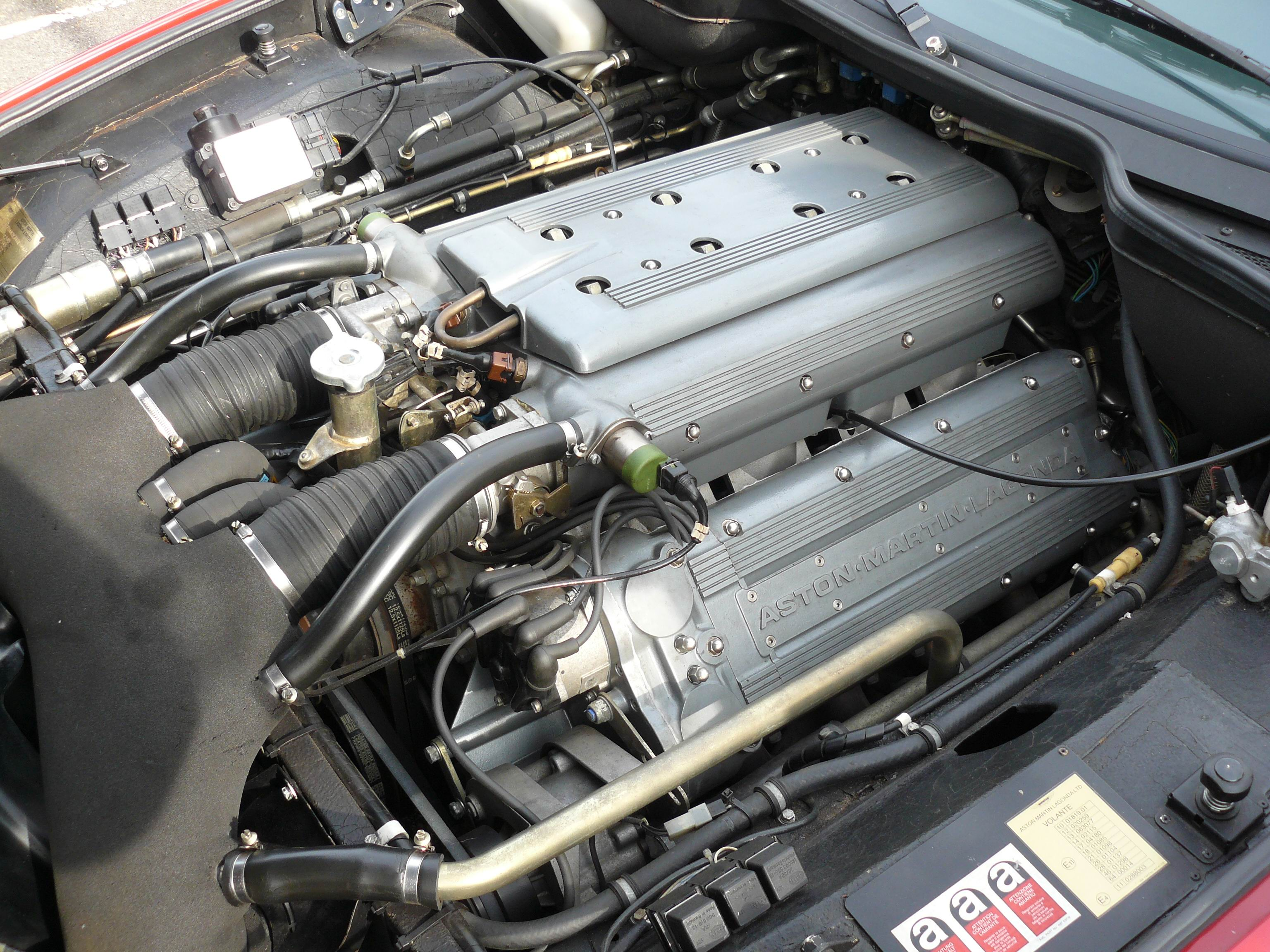
Motore V8 di una Virage

Presentata al salone dell'automobile di Birmingham nel 1988, la Virage era il primo modello inedito della Casa di Newport Pagnell dai tempi della DBS.
Nel listino della casa prendeva il posto dell'ormai vetusta (classe 1973) AM V8, di cui conservava l'impostazione tecnica di base: trazione posteriore, avantreno a quadrilateri, retrotreno De Dion, cambio automatico  3 rapporti (in alternativa manuale a 5 marce), freni a disco autoventilati con ABS e sterzo con servoassistenza variabile.
Il motore, il noto V8 di 5 340 cm³, venne dotato di alimentazione a iniezione elettronica e testata a 32 valvole.
Grazie a questi accorgimenti erogava 335 CV, sufficienti a garantire buone prestazioni, nonostante i 1790 kg di peso.
La linea, completamente nuova, prevedeva una classica conformazione a tre volumi, abbandonando la coda fastback. Sebbene le finiture continuassero a essere di alto livello (pelle e radica), la Virage utilizzava molti componenti di modelli di grande serie: i fari anteriori erano dell'Audi 200 C2, i fari posteriori della Volkswagen Scirocco seconda serie, i retrovisori dell'ultima Citroën CX, il pannello della climatizzazione della Peugeot 605, la componentistica minore (tasti, levette) della Ford.
Nel 1990 venne presentata la versione cabriolet Virage Volante.

## L'evoluzione

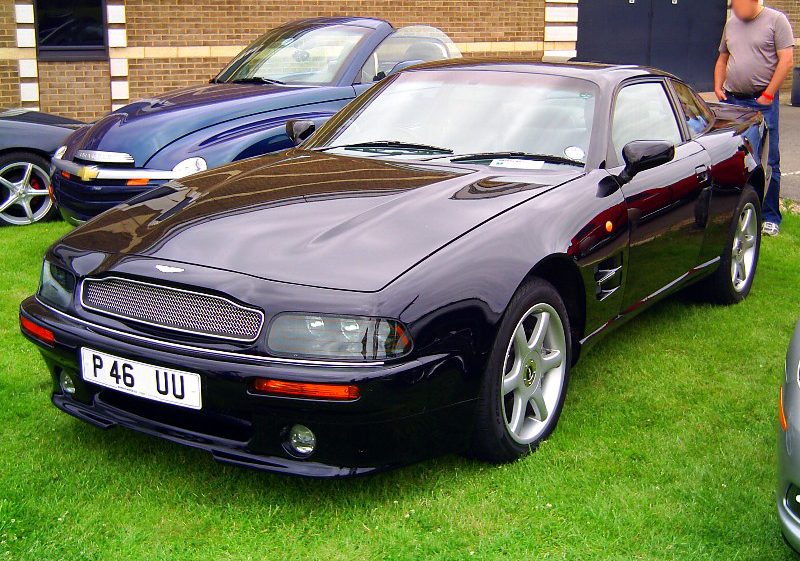
Aston Martin V8 Coupé del 1997

Nel 1991 venne lanciata la Virage 6.3, con cilindrata portata a 6,3 litri e potenza di 485 CV.
Nel 1993 venne presentata la più potente versione Vantage (solo coupé), potenziata da 2 compressori volumetrici Eaton. Oltre che per la potenza di ben 557 CV e il cambio manuale a 6 marce, la Vantage si distingueva per un nuovo frontale dalle linee più morbide e per le luci posteriori tonde.
Nel 1996 le versioni standard e Volante adottarono il frontale e la coda della Vantage, perdendo il nome Virage in favore del più semplice V8.
L'ultima evoluzione del modello fu la Vantage Le Mans V600 del 2000, con potenza di 600 CV, costruita in 40 esemplari.
Nel 2001 questo modello venne sostituito dalla Vanquish. Sono stati prodotti in tutto 1 050 esemplari.
Nel 1993 furono presentati due prototipi di station wagon, derivati dalla Virage: la Virage Shooting Break (con 3 porte e lo stesso passo della coupé) e la Virage Lagonda Shooting Break (con 5 porte e passo allungato).
Fu la prima Aston costruita interamente con pannelli d'alluminio.

## Motorizzazioni
| Modello                 | Disponibilità        | Motore  | Cilindrata (cm³) | Potenza         | Coppia max (Nm) | Emissioni CO2 (g/km) | 0–100 km/h (secondi) | Velocità max (km/h) | Consumo medio (km/L) |
| Virage Volante 2+2      | dall'esordio al 1993 | Benzina | 5 340            | 228 kW (310 CV) | 480             | n.d                  | n.d                  | 257                 | 6,2                  |
| Virage Volante cat. 2+2 | dal 1994 al 1998     | Benzina | 5 340            | 246 kW (334 CV) | 475             | n.d                  | 6.0                  | 250                 | 5,0                  |
| Vantage Volante V8      | dal 1996 al 2000     | Benzina | 5 340            | 260 kW (353 CV) | 500             | n.d                  | 5.9                  | 240                 | 5,1                  |
| Vantage                 | dal 1994 al 2001     | Benzina | 5 340            | 410 kW (557 CV) | 745             | n.d                  | 4.6                  | 300                 | 4,3                  |